# انضمام جورجيا إلى الاتحاد الأوروبي

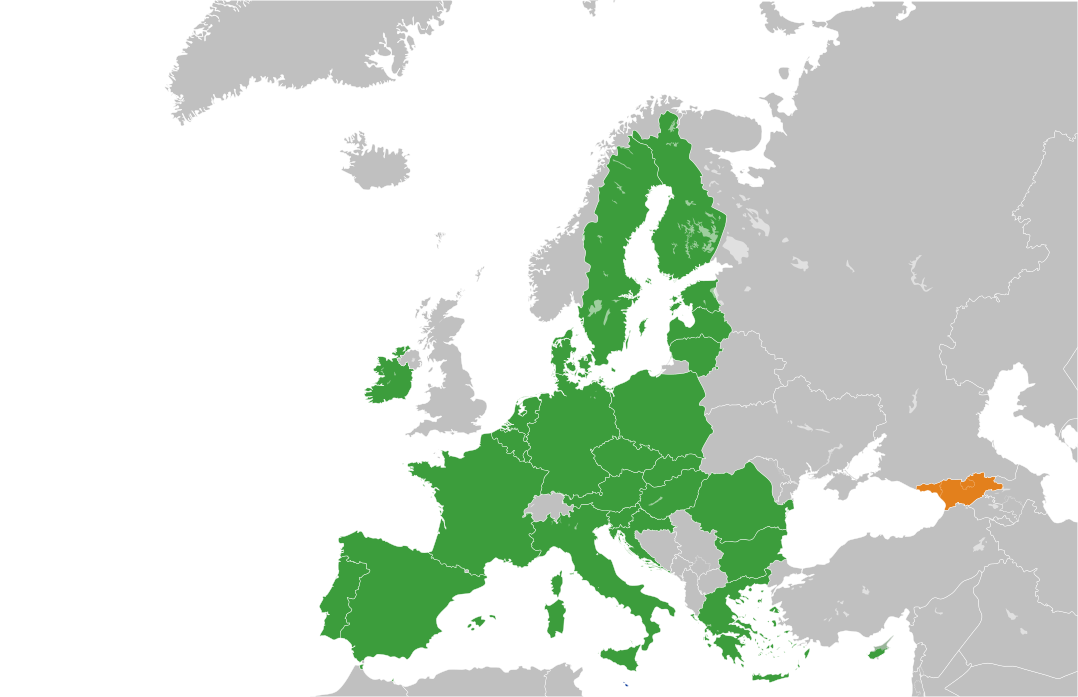
الاتحاد الأوروبي باللون الأخضر بينما جورجياباللون البرتقالي

إن انضمام جورجيا إلى الاتحاد الأوروبي مدرج ضمن جدول الأعمال الحالي للتوسيع الاتحاد الأوروبي مستقبلاً.
في أعقاب الطلب الذي تقدمت به جورجيا في مارس2022، حدد الاتحاد الأوروبي أهلية جورجيا لتصبح عضواً في الاتحاد، معترفاً بها كمرشحة محتملة. في 8 نوفمبر 2023، أصدرت المفوضية الأوروبية توصية رسمية بمنح جورجيا وضع المرشح، كما تم تأكيد هذه التوصية في 14 ديسمبر 2023.
جورجيا هي واحدة من الدول التسع المرشحة الحالية للانضمام إلى الاتحاد الأوروبي إلى جانب ألبانيا وأوكرانيا والبوسنة الهرسك وتركيا والجبل الأسود وصربيا وكوسوفو ومقدونيا الشمالية ومولدوفا

## تاريخ
حافظ الاتحاد الأوروبي وجورجيا على العلاقات بينهما منذ عام 1992، في أعقاب اتفاق بين المجموعة الأوروبية السابقة وجورجيا المستقلة حديثًا. في أبريل 1996، وقعت جورجيا، إلى جانب أرمينيا وأذربيجان، اتفاقية الشراكة والتعاون مع الاتحاد الأوروبي. وفي 12 يناير 2002، أشار البرلمان الأوروبي إلى أن جورجيا قد تنضم إلى الاتحاد الأوروبي في المستقبل. وفي عام 2006، تم تنفيذ "خطة عمل" مدتها خمس سنوات للتقارب في سياق سياسة الجوار الأوروبي. وفي عام 2009، شهدت العلاقات بين البلدين تطوراً أكبر تحت رعاية الشراكة الشرقية .[بحاجة لمصدر]
في مارس2013، أقر برلمان جورجيا قراراً يدعم التكامل مع الاتحاد الأوروبي وحلف شمال الأطلسي. تم صياغة القرار بشكل مشترك من قبل أكبر حزبين سياسيين في البلاد وهما الحلم الجورجي والحركة الوطنية المتحدة، وتم تمريره في البرلمان. في عام 2016، دخلت اتفاقية الشراكة مع الاتحاد الأوروبي ‏ وجورجيا حيز التنفيذ، مما يوفر لجورجيا السفر بدون تأشيرة إلى الاتحاد الأوروبي، بالإضافة إلى الوصول إلى بعض قطاعات السوق الأوروبية المشتركة. في أعقاب خروج بريطانيا من الاتحاد الأوروبي، تمت إعادة التفاوض على معظم الاتفاقيات الحالية بين الاتحاد الأوروبي وجورجيا والتي تنطبق على المملكة المتحدة وتم الاتفاق عليها في عام 2019 بشكل ثنائي مع المملكة المتحدة. في يناير 2021، كانت جورجيا تستعد للتقدم رسميًا بطلب عضوية الاتحاد الأوروبي في عام 2024. ومع ذلك، في 3 مارس 2022، قدمت جورجيا طلب العضوية قبل الموعد المحدد، في أعقاب الغزو الروسي لأوكرانيا. في يونيو 2022، حددت المفوضية الأوروبية أهلية جورجيا لتصبح عضواً في الاتحاد الأوروبي، لكنها أرجأت منحها وضع المرشح الرسمي حتى بعد استيفاء شروط معينة. وفي وقت لاحق من ذلك الشهر، أعرب المجلس الأوروبي عن استعداده لمنح جورجيا صفة المرشح بعد استكمال مجموعة من الإصلاحات التي أوصت بها المفوضية. في 8 نوفمبر 2023، أوصت المفوضية الأوروبية بمنح جورجيا صفة الدولة المرشحة. في 14 ديسمبر 2023، حصلت جورجيا على صفة المرشح من قبل الاتحاد الأوروبي.
أقرت الحكومة الجورجية تشريعاً من شأنه أن يتطلب من المنظمات غير الحكومية التسجيل كوكالات أجنبية ‏أو "منظمات تحمل مصالح قوى أجنبية" مطالبتها بالكشف عن مصادر دخلها إذا بلغت الأموال التي تتلقاها من الخارج أكثر من 20٪ من إجمالي إيراداتها، الأمر الذي أدى إلى احتجاجات واسعة النطاق في البلاد. وعلى إثر ذلك صرح المجلس الأوروبي في يونيو 2024 أن هذا التشريع يمثل تراجعاً عن الخطوات المنصوص عليها في توصية المفوضية بشأن وضع جورجيا كدولة مرشحة للانضمام إلى الاتحاد وأن عملية الانضمام ستظل معلقة بحكم الأمر الواقع حتى تغير الحكومة مسارها. في 9 يوليو 2024، أعلن سفير الاتحاد الأوروبي في جورجيا أن الاتحاد علق عملية انضمام البلاد نتيجة لهذا التشريع.

## أنظر أيضاً
- العلاقات بين جورجيا والاتحاد الأوروبي
- توسيع الاتحاد الأوروبي
- التوسع المستقبلي للاتحاد الأوروبي
- انضمام مولدوفا إلى الاتحاد الأوروبي
- انضمام أوكرانيا إلى الاتحاد الأوروبي
- العلاقات بين جورجيا وحلف شمال الأطلسي